# Dör
Dör là một thị trấn thuộc hạt Győr-Moson-Sopron, Hungary. Thị trấn này có diện tích 11,01 km², dân số năm 2010 là 664 người, mật độ 60 người/km².